# Nils Tuxen
Nils Tuxen (* 1949) ist ein dänischer Gitarrist und Musikproduzent, der als einer der europäischen Virtuosen auf der Pedal-Steel-Gitarre gilt.

## Leben
Tuxen lernte zunächst Blockflöte und Klavier, später Gitarre, E-Bass und Blues Harp. Bereits als Schüler verdiente er sich Geld mit Aufnahmen für die schottisch-dänische Soul-Band The Clan. Nach Abschluss der Schulausbildung gehörte er von 1968 bis 1971 zu Savage Rose, mit denen er auch mehrfach in Amerika tourte. Dann konzentrierte er sich auf eine Solokarriere und legte Alben unter eigenem Namen vor. Tuxen ging nach Hamburg, wo er mit dem Produzieren von Songs begann und Ende der 1970er auch als Gastmusiker bei der Gruppe Truck Stop beschäftigt war. Mit Michael Cretu (Keyboards), Manfred „Thissy“ Thiers (Bass, Vocals) und Reinhard „Dicky“ Tarrach (Drums) gründete er 1981 die Band Moti Special. Erst mit dem Album Motivation (1985) kam der Durchbruch; die Songs „Cold Days, Hot Nights“ und „Don't Be so Shy“ kamen in den deutschen Charts auf die Plätze 3 und 8. 1989 folgte in anderer Besetzung für Polydor die LP Dancing for Victory. Daneben spielte er bei der Reunion von Randy Pie.
Tuxen ist als Studio- und Sessionmusiker unterwegs, unter anderem mit Konstantin Wecker, zum Beispiel bei Wut und Zärtlichkeit (Live). 
Von 2001 bis 2007 spielte er Pedal Steel, Gitarre und Dobro bei den Schürzenjägern. Als Studiomusiker ist er an zahlreichen Produktionen beteiligt, etwa von Peter Cornelius, Samantha Fox, Maggie Reilly, Roger Whittaker, Tony Sheridan, Reinhard Mey, Texas Lightning, DJ Bobo oder Cisco Berndt.

## Diskographische Hinweise
- Nils Tuxen (1975)
- The United Steels of Europe (gemeinsam mit Jean Yves Lozac'h und Koos Biel, 1978)
- Divine Lines (mit Gerry Hogan, Koos Biel und André Sommer, 1987)
- American Dreams on Steel Guitar (1992)